# Jakob von Weizsäcker

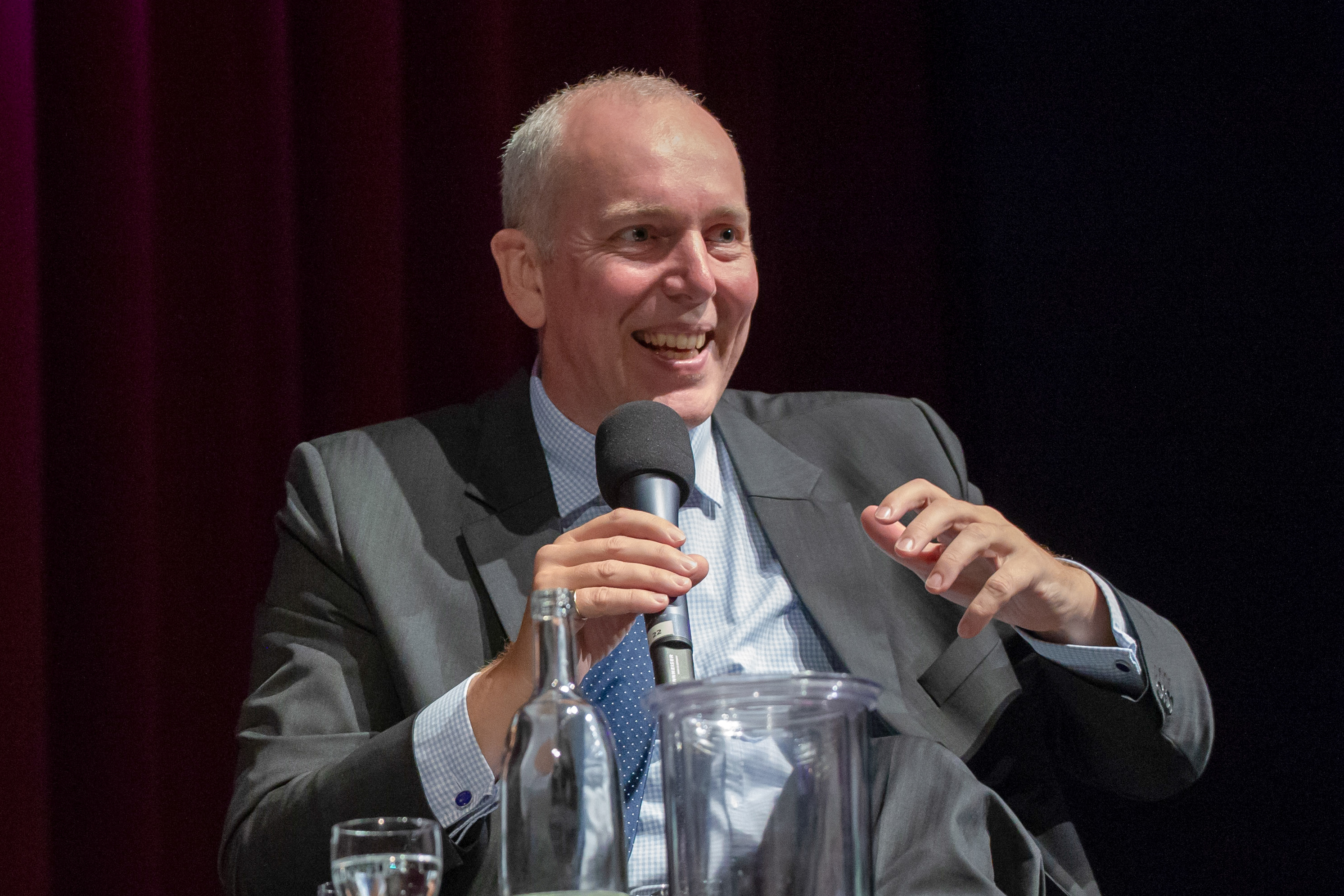
Jakob von Weizsäcker (2018)

Jakob Freiherr von Weizsäcker (* 4. März 1970 in Heidelberg) ist ein deutscher Ökonom und Politiker (SPD). Seit 2022 ist er saarländischer Minister der Finanzen und für Wissenschaft. Zuvor war er 2022 kurzzeitig Geschäftsführer der G20-Arbeitsgruppe Sicherheit und Finanzen, in den Jahren 2019 bis 2022 Abteilungsleiter für Grundsatzfragen und internationale Wirtschaftspolitik („Chefvolkswirt“) im Bundesministerium der Finanzen und von 2014 bis 2019 Mitglied des Europäischen Parlaments.

## Leben
Jakob von Weizsäcker besuchte das Atlantic College in Wales und legte dort im Jahr 1989 das International Baccalaureate ab. Danach studierte er zunächst von 1989 bis 1991 Mathematik, Physik und Informatik an der Universität Bonn. Seinen Ersatzdienst leistete er von 1991 bis 1992 bei der Aktion Sühnezeichen Friedensdienste in Polen ab.
In den Jahren 1992 bis 1994 studierte er Physik (Maîtrise) an der École normale supérieure de Lyon und von 1994 bis 1996 Volkswirtschaftslehre (Diplôme d’études approfondies) an der École normale supérieure (Paris). Er war dann im Jahr 1996 wissenschaftlicher Mitarbeiter bei Jean-Charles Hourcade in Paris und von 1997 bis 2000 bei Hans-Werner Sinn am Center for Economic Studies (CES) in München. Danach arbeitete er kurzzeitig in der Wagnisfinanzierung. Im Jahr 2001 war er Visiting Scholar am Massachusetts Institute of Technology (MIT) in Cambridge. Von 2001 bis 2002 war er persönlicher Referent von Siegmar Mosdorf im Bundesministerium für Wirtschaft. Im Anschluss ging er zur Weltbank nach Washington D.C. und Duschanbe (Tadschikistan). In den Jahren 2005 bis 2010 war er Fellow an der wirtschaftswissenschaftlichen Denkfabrik BRUEGEL in Brüssel. Von 2010 bis 2014 war er Abteilungsleiter für Wirtschaftspolitik und Tourismus im Thüringer Ministerium für Wirtschaft, Arbeit und Technologie in Erfurt. In dieser Zeit lehrte er an der Willy Brandt School of Public Policy der Staatswissenschaftlichen Fakultät der Universität Erfurt.
Seit dem Jahr 1994 ist er Mitglied der SPD.
Bei der Europawahl 2014 wurde er in das Europäische Parlament gewählt. Im Januar 2019 legte er sein Mandat nieder und wurde anschließend als Ministerialdirektor der Abteilungsleiter für Grundsatzfragen und internationale Wirtschaftspolitik im Bundesministerium der Finanzen, eine Position, die in den Medien häufig als Chefvolkswirt bezeichnet wird. Von März 2022 bis zu seinem Wechsel ins Saarland war er kurzzeitig Geschäftsführer der G20-Arbeitsgruppe Sicherheit und Finanzen für Pandemieprävention, die bei der Weltgesundheitsorganisation in Genf angesiedelt ist.
Am 26. April 2022 wurde er zum saarländischen Minister der Finanzen und für Wissenschaft im Kabinett Rehlinger ernannt.

## Positionen
In seinen Arbeiten zur europäischen Einwanderungspolitik forderte er eine einheitliche europäische Regelung für hochqualifizierte Einwanderer aus Drittstaaten und prägte damit den Begriff der europäischen Blue Card.
Zur Schaffung und Sicherung einer pluralen Medienöffentlichkeit in Europa plädiert von Weizsäcker für die Schaffung eines europäischen öffentlich-rechtlichen Rundfunks.
Weizsäcker regte Anfang 2025 ein Thesenpapier der vier namhaften Ökonomen Clemens Fuest, Michael Hüther, Moritz Schularick und Jens Südekum an, das vor Ende der laufenden Legislaturperiode vom Bundestag forderte, in Form von Sondervermögen eine zusätzliche Schuldenaufnahme in Höhe von 900 Mrd. Euro zu bewilligen.

## Familie
Jakob von Weizsäcker entstammt dem pfälzisch-württembergischen Geschlecht Weizsäcker. Er ist mit Eva Corino verheiratet und hat vier Kinder. Seine Eltern sind der Naturwissenschaftler und Politiker Ernst Ulrich von Weizsäcker und die Biologin Christine von Weizsäcker. Der deutsche Physiker, Philosoph und Friedensforscher Carl Friedrich von Weizsäcker ist sein Großvater. Der frühere deutsche Bundespräsident Richard von Weizsäcker ist sein Großonkel.

## Schriften
- mit Steffen Meyer und Holger Fabig: Unternehmenshilfen in der Coronakrise. Ein Zwischenstand. In: Vierteljahrshefte zur Wirtschaftsforschung. Band 90, Nr. 3, 2021, S. 59–94, doi:10.3790/vjh.90.3.59.